# 因克爾曼
因克尔曼，又译因凯尔曼（羅馬化：Inkerman），是乌克兰克里米亚自治共和国巴赫奇萨赖区的城市，事实上由俄羅斯實際佔領，俄方區劃為克里米亞共和國塞瓦斯托波尔市议会。該市位於塞瓦斯托波爾以東約5公里，始建於1976年1月6日，面積2平方公里，海拔高度6米，2021年人口数量为13,858人。

## 城市名称
该市原名为“因克尔曼”。1976年1月6日，根据乌克兰苏维埃社会主义共和国最高苏维埃主席团的法令，该地被升格为城市并更名为别洛卡缅斯克。
1991年2月26日，根据乌克兰苏维埃社会主义共和国最高苏维埃的法令，该市被改回旧名。

## 图集

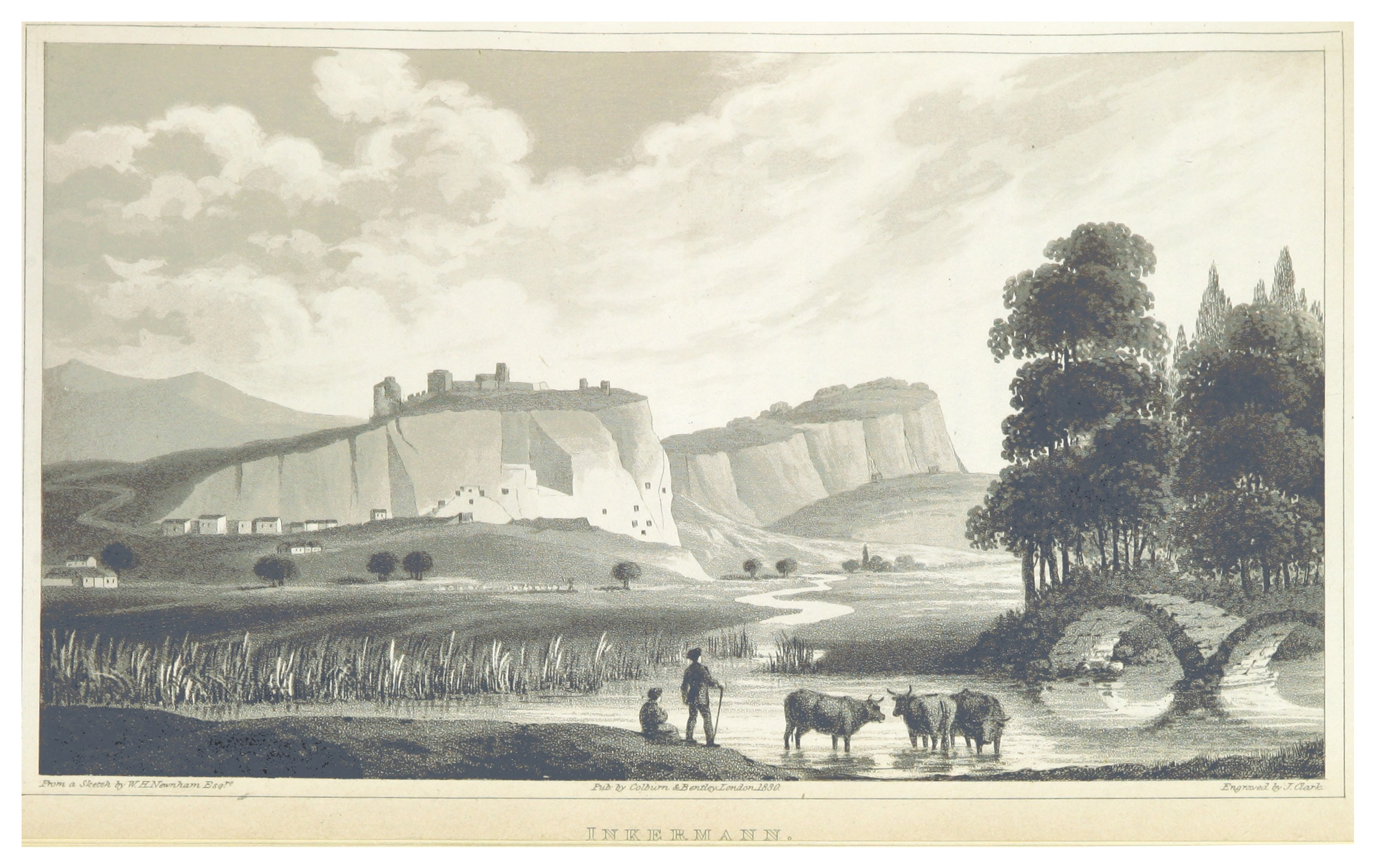
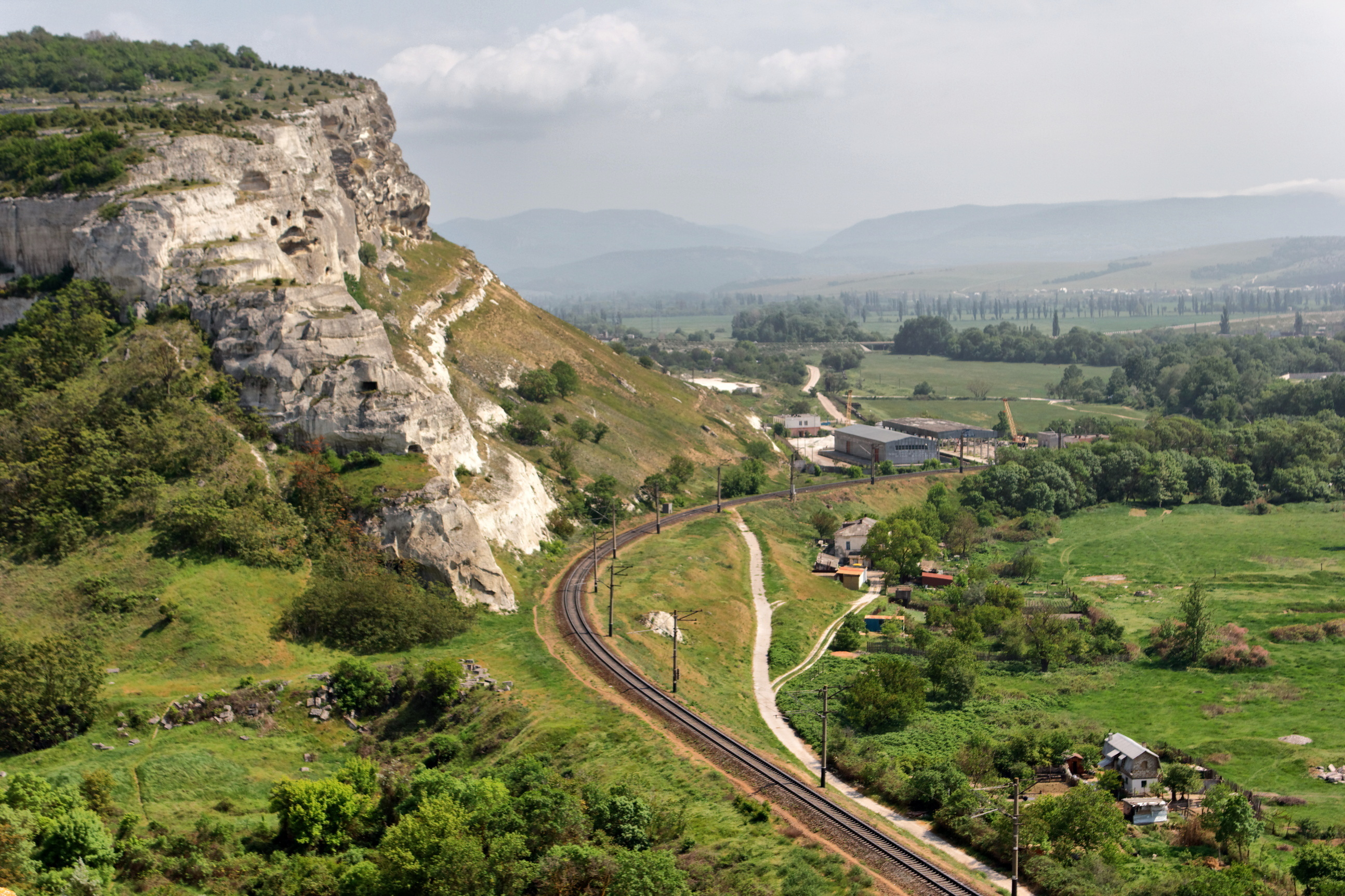
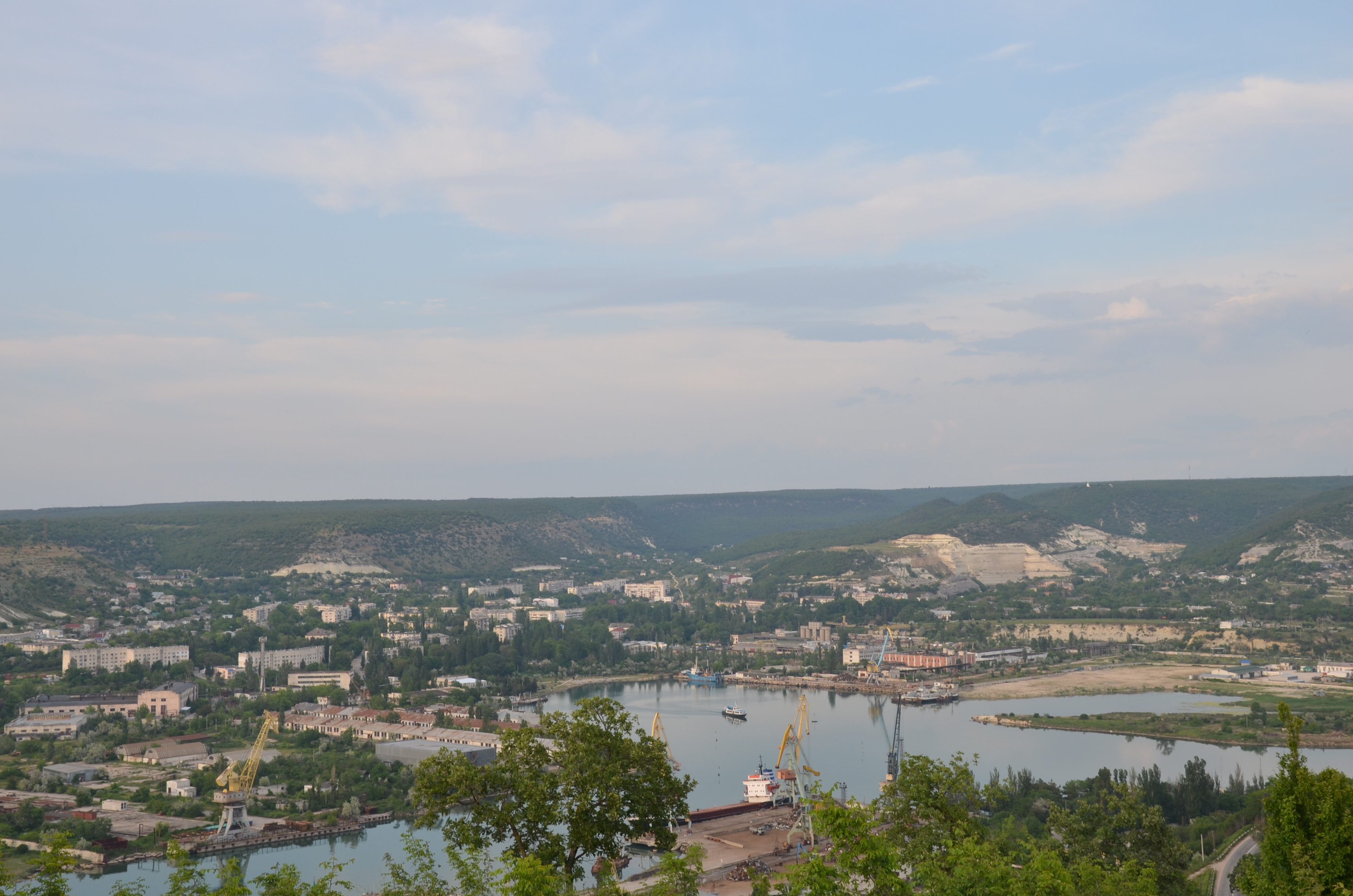
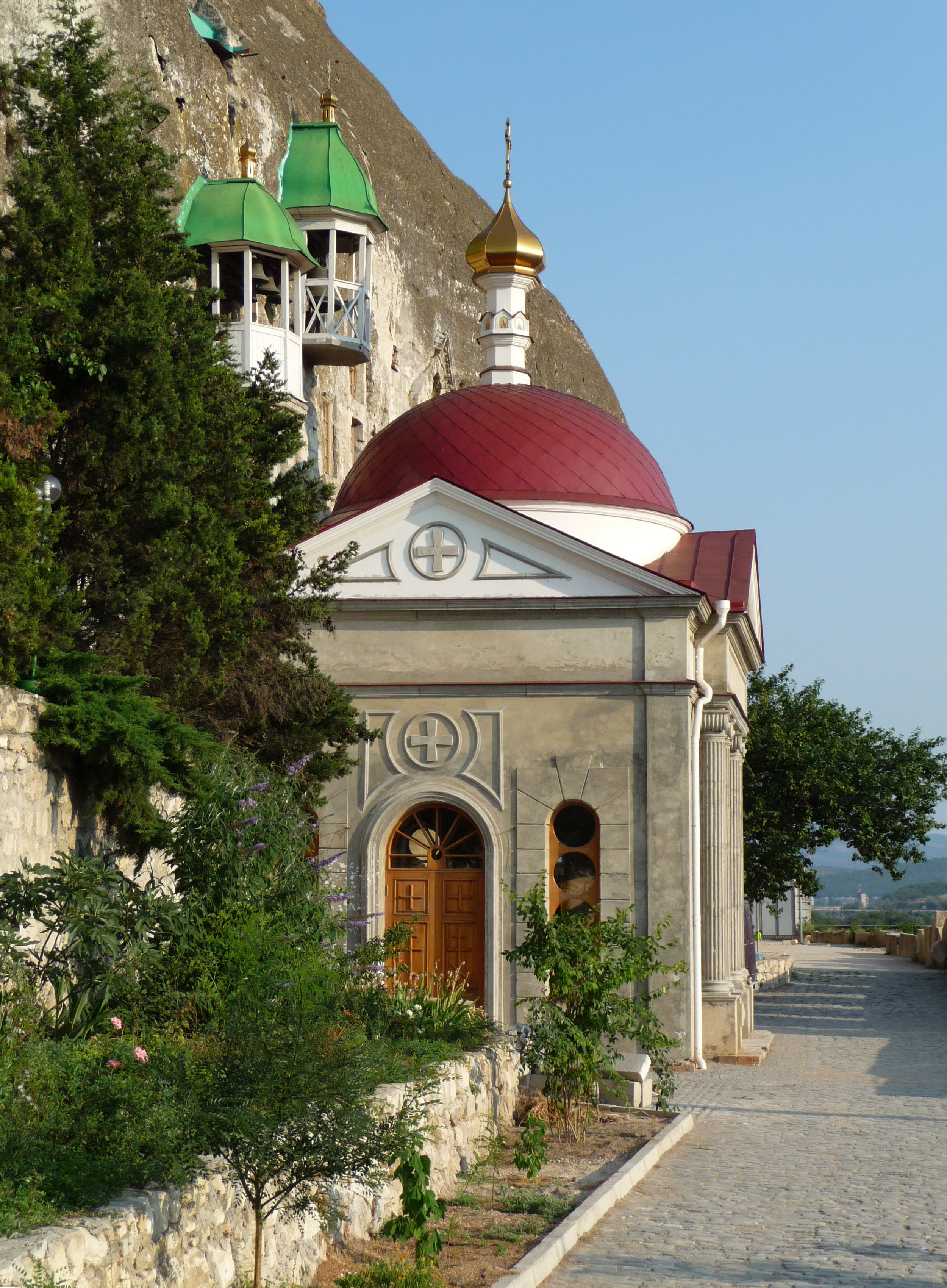